# Плайсенланд
Плайсенланд (нем. Pleißenland; лат. Terra Plisnensis) — историческая местность в Германии на западе Саксонии и востоке Тюрингии, получившая название по реке Плайсе и в Средние века имевшая статус имперского владения (Reichsgut) Священной Римской империи.

## История
Согласно археологическим данным, изначально Плайсенланд был ареалом расселения приэльбских германских племён, которых в позднем VI веке сменило славянское население. Вероятно, уже в IX веке, начиная с Карла Великого, эти территории попали под влияние франкского государства как часть так называемой Сорбской марки. В первой трети X века при первом германском короле Генрихе Птицелове они были окончательно включены в состав Священной Римской империи. Как и прочие новые приграничные области Плайсенланд (в исторических документах — terra plisnensis, либо Gau Plisni) находился под непосредственным контролем короны, что, вероятно, с финансовой и административной точки зрения должно было облегчить освоение этих земель и их дальнейшую интеграцию в состав империи. В XI веке борьба за инвеституру привела к ослаблению имперской власти Салиев в Германии и к переходу имперских владений под контроль местных графских родов. С началом массового расселения немцев на восток в XII—XIII веках Плайсенланд вновь вернулся под власть императора, и при Штауфенах имел стратегическое значение в противостоянии территориальным претензиям Вельфов и Веттинов.
Император Лотарь III (1133—1137) начал укреплять имперскую власть и восстанавливать свои права на тамошние владения, неоднократно выбирая своей временной резиденцией королевский пфальц в Альтенбурге и в рамках расселения немцев на восток способствовал колонизации окружающей местности вплоть до Рудных гор, в это время в Хемнице было основано аббатство ордена бенедиктинцев.
С воцарением в 1138 году Конрада III значимость reichsgut возросла: когда его старший брат Фридрих II стал герцогом родины их династии Гогенштауфенов — Швабии, личным аллодом Конрада оставался только Плейсснерланд. В 1147 году в Альтенбурге появилась должность бургграфа.
Как и расположенный на юго-западе соседний Эгерланд, управлявшаяся министериалами из Альтенбурга, Лайснига, Лаузика и замка Кольдиц имперская территория Терра Плисенис предназначалась для племянника правителя и будущего императора Фридриха I Барбароссы. Имперским имуществом стал в 1165 году при Фридихе I, после чего началось её интенсивное освоение и расширение городов (создание пфальца в Альтенбурге, создание аббатства каноников августина, присуждение рыночных, монетных и таможенных прав монастырю Пегау, дарование Аьтенбургу городских прав и создание там монетного двора). В 1170 году Хемницу был дарован статус имперского города. Пребывавшие в статусе reichsgut регионы Фогтланд и Плейсснерланд являлся противовесом императора в Германии для борьбы с его противниками в Баварии и Саксонии.
Внезапная смерть в 1197 году императора положила конец его честолюбивым планам по расщирении имперского имущества в регионе (выражавшееся в попытке отнять мейссенскую марку в 1195 году и временном контроле до 1197 года над Верхней Лужицей), хотя при нём обустройство Плейсснерланда было завершено .
Несмотря на продолжавшиеся конфликты с Вельфами, регион оставался под властью Гогенштауфенов. В 1211—1212 году император Фридрих II вернулся сюда из Италии, в Альтенберге было основано комтурство Тевтонского ордена. В 1243 году Фридрих II предоставил Плейсснерланд в качестве приданного для своей дочери Маргариты, вышедшей в 1255 году замуж за мейссенского маркграфа Альбрехта II. Хотя имущество отдавалось в качестве залога, Веттины, добившиеся в итоге брака с дочерью императора в 1255 году, продолжили управлять им как после смерти Маргариты, так и после гибели в 1268 году последнего Гогенштауфена в лице Конрадина.
Рудольф I Габсбург последним выдвигал претензии на reichsgut, к 1373 году Плейсснерланд окончательно вошёл в состав маркграфства, на базе которого в 1423 году появилось Курфюршество Саксония.